# Kufr
Kufr (arabisch كفر ‚Unglaube‘) bezeichnet im Islam die Ablehnung des Glaubens an Gott (Allah), die Leugnung der Prophetie Mohammeds und des Koran als Gottes Offenbarung. Ein solcher „Ungläubiger“ ist ein Kāfir كافر (Plural: kuffār und kāfirūn). Folglich werden auch die Anhänger anderer monotheistischer Religionen – Juden und Christen – als kāfir/kuffār bezeichnet. Das Antonym zu Kufr ist Iman, der islamische Glaube an Gott.
Bei asch-Schāfiʿī erscheint der Begriff „al-kāfir al-kitābī“ الكافر الكتابي, d. h. der ungläubige Schriftbesitzer, von dem ein Muslim erben kann, aber nicht umgekehrt. Die Buchbesitzer (ahl al-kitāb) werden schon in der frühen Koranexegese als Ungläubige (kuffār) genannt. Der Korankommentator Muqātil ibn Sulaimān († 767 in Basra) begründet dies wie folgt: „… denn die Juden und die Christen in ihren Gebeten in den Tempeln und Kirchen (Gott andere Götter) beigesellen …“. Der Unglaube der Buchbesitzer (kufr ahl al-kitāb) ist allerdings – so der Rechtsgelehrte Ibn Qayyim al-Dschauziya († 1350) – nicht so schwerwiegend wie der Unglaube der Polytheisten, d. h. der Anhänger der altarabischen Gottheiten. Der andalusische Rechtsgelehrte der mālikitischen Rechtsschule Ibn ʿAbd al-Barr († 1071 in Játiva) definiert die Gruppe der Zahlungspflichtigen der Dschizya entsprechend: Die muslimische Obrigkeit nimmt die Dschizya von jedem kāfir kitābī, d. h. von Juden und Christen, ferner vom Zoroastrier, dem Götzenanbeter und von „allen anderen Arten der Ungläubigen (ahl al-kufr), seien sie Araber oder Nichtaraber“. Von Apostaten, also von denjenigen, die als Muslime von der Religion abgefallen sind, treibt man diese Steuer nicht ein, sondern sie werden nach anderen islamrechtlichen Aspekten behandelt und bestraft, d. h., sie sind „nach einer Wartefrist zu töten“ (s. Kāfir und Kein Zwang in der Religion).
Im zeitgenössischen arabischen Sprachgebrauch ist die Bezeichnung (kāfir) für die Anhänger der Buchreligionen (kitābī) in dieser Form üblich.

## Kufrim Koran
Das arabische Verb mit dem Konsonantenbestand k – f – r (kafara / كفر) hat sowohl in der altarabischen Poesie als auch im Koran unterschiedliche Bedeutungen. Die Grundbedeutung ist „bedecken“, „verbergen“ „verhüllen“: „In einer Nacht, deren Wolken die Sterne bedeckten“ (kafara) – heißt es in einem Gedicht von Labīd b. Rabīʿa (frühes 7. Jahrhundert).
Die Hauptbedeutung des Verbs in der Sprache des Koran ist „ungläubig sein oder werden“, „nicht glauben“, „etwas leugnen“ „vom Glauben abfallen“ und steht damit im Gegensatz zum Verb āmana, „glauben“. In Sure 2, Vers 253 heißt es entsprechend:

„Aber sie wurden uneins. Die einen von ihnen waren gläubig (āmanū), die anderen ungläubig (kafarū).“

So auch in Sure 61, Vers 14 – bezogen auf die Kinder Israels.
Diese Gegenüberstellung zwischen „glauben“ und „ungläubig sein“ wird deutlich in der Sure 16, Vers 106:

„Diejenigen, die an Gott nicht glauben (kafara), nachdem sie gläubig waren (baʿda īmāni-hi) [...], über die kommt Gottes Zorn, und sie haben eine gewaltige Strafe zu erwarten.“

Mit der Präposition bi- heißt dann kafara „an etwas/an jemanden nicht glauben“. In Sure 18, Vers 37 heißt es:

„Glaubst du denn nicht an den, der dich aus Erde, hierauf aus einem Tropfen (Sperma) geschaffen und dich hierauf zu einem Mann geformt hat?“

## Kufr und die anderen Religionsgemeinschaften
In der außerkoranischen Literatur erfüllt das Verb dieselbe Funktion: Man dient dem einzigen Gott und leugnet den Götzenkult und die Götzen. Derjenige, der nach seinem Glauben und der Annahme des Islam (kafara baʿda īmāni-hi / islāmi-hi) ungläubig wird (kafara), d. h., die Religionslehre nicht befolgt, an den Koran und an den Gesandten Gottes nicht glaubt (kafara bi-) ist ein Ungläubiger: kāfir (Part. Aktiv).
Wer kufr dadurch begeht, dass er vom Islam abfällt, nimmt im islamischen Gesetz eine Sonderstellung ein; diese Art von kufr gilt als Ridda, Apostasie und wird mit dem Tode bestraft.
Die sog. Schriftbesitzer (ahl al-kitāb), d. h. die Juden und Christen, werden mehrfach sowohl im Koran als auch in der Rechtsliteratur als kuffār / kāfirun (Pl. von kāfir) genannt. Eine wichtige Koranstelle hierzu ist Sure 5, Vers 44:

„Diejenigen, die nicht nach dem entscheiden, was Gott (in der Schrift) herabgesandt hatte, sind die (wahren) Ungläubigen (kāfirūn).“

Die Koranexegese bezieht die Stelle übereinstimmend auf die „Schriftbesitzer“ und differenziert nicht zwischen Juden und Christen, da beide Religionsgemeinschaften ihre Schriften nicht entsprechend ihrer ursprünglichen Offenbarung benutzen. In der Offenbarung werden sie an mehreren Stellen in ähnlichem Sinn angegriffen und in ihrem Glauben hinterfragt. Entsprechend heißt es in Sure 5, Vers 17:

„Ungläubig sind diejenigen (la-qad kafara ʾllaḏīna…), die sagen: Gott ist Christus (al-masīḥ), der Sohn der Maria […]“

Und in Sure 5, Vers 73:

„Ungläubig sind diejenigen, die sagen: Gott ist einer von dreien […]“

Das Schicksal derjenigen, die „ungläubig sind“ (kafarū) beschreibt Sure 2, Vers 161 wie folgt:

„Auf denen, die ungläubig sind und in diesem Zustand sterben, liegt der Fluch Gottes und der Engel und der Menschen insgesamt […]“

Die Koranexegese versteht unter den hier genannten Ungläubigen diejenigen, welche die Prophetie von Mohammed abstreiten, ihn der Lüge bezichtigen, d. h. die Juden und Christen, die Angehörigen anderer Religionsgemeinschaften, ferner die Polytheisten unter den Götzendienern (d. h. die Araber auf der Arabischen Halbinsel), kurz: alle, die außerhalb der muslimischen Gemeinschaft stehen. In der Rechtslehre sind Juden und Christen Ungläubige, d. i. kuffār, allerdings ist kufr der Polytheisten, d. h. Anhänger der Idolatrie, der (al-mušrikūn), so Ibn Qayyim al-Ǧauziyya im 14. Jahrhundert, schwerwiegender – wie eingangs erwähnt – als kufr, der Unglaube der Buchbesitzer, d. i. der Juden und Christen.

## Kufr im islamischen Recht
Im modernen Rechtsverständnis stehen somit folgende Begriffe für kufr:
- Apostasie
- Polytheismus (ischrak)
- die Leugnung der Existenz Gottes (ilhad); Ketzerei[7]

Der Begriff kufr heißt daher in koranischer und nachkoranischer Zeit sowohl in der Traditionsliteratur (sunna) als auch im Fiqh bis in die Gegenwart hinein „Unglaube“. Im islamischen Rechtsverständnis ist üblich, unter kufr, Unglaube, drei Gruppen zu verstehen: Judentum, Christentum und all jene Gemeinschaften, die kein (von Gott) offenbartes Buch besitzen. Letztere werden auch Polytheisten – muschrikūn – genannt; die Eheschließung mit ihnen ist im Koran untersagt.

„Und heiratet nicht heidnische Frauen, solange sie nicht gläubig werden! Eine gläubige Sklavin ist besser als eine heidnische Frau, auch wenn diese euch gefallen sollte. Und gebt nicht (gläubige Frauen) an heidnische Männer in die Ehe, solange diese nicht gläubig werden! Ein gläubiger Sklave ist besser als ein heidnischer Mann, auch wenn dieser euch gefallen sollte.“

Die Rechtslehre des Hanbaliten Abū Yaʿlā im späten 10. Jahrhundert stellt kufr in diesem, noch heute gültigen Sinne dar:
„Kufr umfasst drei Gemeinschaften: das Judentum, (al-yahūdiyya), das Christentum (an-naṣrāniyya) und diejenigen, die darin übereinstimmen, dass sie keine (offenbarte) Schrift besitzen.“
asch-Schāfiʿī († 820) sieht bei Religionswechsel (Apostasie) eines Christen zum Zoroastrismus oder beim Übertritt eines Zoroastriers zum Christentum keine Strafe vor: „wir fordern diese Person zur Reue nicht auf und töten sie auch nicht, denn sie verließ Unglauben (kufr) und trat (einem anderen) Unglauben bei“.
Dieses Verständnis von kufr, durch Koranzitate und durch die Rechtslehre belegt, wird für die Gegenwart durch die Enzyklopädie des islamischen Rechts, herausgegeben vom Ministerium für Waqf und islamische Angelegenheiten (Kuwait 1995, Band 35, S. 14–29), bestätigt.
Der hanafitische Jurist und Theologe al-Kāsānī (st. 1189), Lehrer in der Madrasa al-Ḥalawiyya in Aleppo unterscheidet vier Arten von kufr:
- Leugnung der Existenz des Schöpfers: die Atheisten (ad-dahriyya);
- Anerkennung der Existenz des Schöpfers, bei Leugnung der Einheit (tauhid) Gottes: d. h. die Zoroastrier und Götzenanbeter;
- Anerkennung sowohl der Existenz als auch der Einheit Gottes bei Leugnung der göttlichen Botschaft: d. h. die Philosophen;
- Anerkennung der Existenz, der Einheit und der Botschaft Gottes, bei Leugnung der Prophetie Mohammeds: d. h. die Juden und Christen.[12]

Entsprechend bezeichnet man in religiösen Kreisen der Moderne die außerislamische Welt als bilād al-kuffār („Länder der Ungläubigen“). Im allgemeinen Sprachgebrauch bezeichnet man heute einen Nichtmuslim als Kāfir.
In der islamischen Umma beschuldigte man religiös-politische Abweichler ebenfalls des Kufr, deren Bekämpfung im Rahmen des Ǧihād, im von der Religion sanktionierten Kampf, erfolgen musste. Der Kampf von Muslimen gegen Muslime, letztere als kuffār apostrophiert, begegnet uns bereits in der Position der Ḫāriǧiten in der frühislamischen Geschichte. Die Almohaden fassten ihren Kampf gegen die Almoraviden als Dschihad auf, da letztere als Häretiker die Lehre von den menschlichen Eigenschaften Gottes (taǧsīm) vertraten. Muḥammad ibn Tūmart, der Begründer der Bewegung der Almohaden rief seine Anhänger in zwei Schreiben auf, gegen die Ungläubigen (kuffār) innerhalb der islamischen Umma zu kämpfen.